# Armeško
Armeško – wieś w Słowenii, w gminie Krško. W 2018 roku liczyła 173 mieszkańców.